# Lista de congressos internacionais de atuários
Este artigo contém uma lista com os congressos internacionais de atuários, seus respectivos anos e cidades-sede.
- 1º Congresso - 1895, em Bruxelas
- 2º Congresso - 1898, em Londres
- 3º Congresso - 1900, em Paris
- 4º Congresso - 1903, em Nova York
- 5º Congresso - 1906, em Berlim
- 6º Congresso - 1909, em Viena
- 7º Congresso - 1912, em Amsterdã
- 8º Congresso - 1927, em Londres
- 9º Congresso - 1930, em Estocolmo
- 10º Congresso - 1934, em Roma
- 11º Congresso - 1937, em Paris
- 12º Congresso - 1940, em Lucerna[1]
- 13º Congresso - 1951, em Scheveningen
- 14º Congresso - 1954, em Madrid
- 15º Congresso - 1957, em Nova York e Toronto
- 16º Congresso - 1960, em Bruxelas
- 17º Congresso - 1964, em Londres e Edinburgo
- 18º Congresso - 1968, em Munique
- 19º Congresso - 1972, em Oslo
- 20º Congresso - 1976, em Tóquio
- 21º Congresso - 1980, em Zurique e Lausanne
- 22º Congresso - 1984, em Sydney
- 23º Congresso - 1988, em Helsinque
- 24º Congresso - 1992, em Montreal
- 25º Congresso - 1995, em Bruxelas
- 26º Congresso - 1998, em Birmingham
- 27º Congresso - 2002, em Cancun
- 28º Congresso - 2006, em Paris
- 29º Congresso - 2010, em Cidade do Cabo
- 30º Congresso - 2014, em Washington[2]
- 31º Congresso - 2018 (previsto), em Berlim[3][4]